# Bazar Fyn
Bazar Fyn var en af Skandinaviens største indendørs basarer. Den var beliggende centralt i Skibhuskvarteret i Odense i en af Thrige Electrics tidligere produktionshaller. Basaren blev officielt indviet af HKH Prins Joachim 24. marts 2007, men åbnede for offentligheden 10. marts – et par uger senere end oprindeligt planlagt. 
Basaren ejedes ligesom dens 'søster', Bazar Vest i Århus-forstaden Gellerup, af den århusianske byggematador Olav de Linde. Butikssammensætningen omfattede blandt andet grønthandlere, supermarkeder, kiosker, restauranter, en halalslagter, en fiskehandel og flere forretninger med smykker, tøj, lædervarer og andre varige forbrugsgoder. Basaren lukkede i 2020, angiveligt grundet manglende betaling af husleje af mellemleddet mellem ejeren og butiksindehaverne, Bazar Fyn Aps.  

## Ekstern henvisning
- Bazar Fyns hjemmeside

55°24′17″N 10°23′27″Ø / 55.40472°N 10.39083°Ø